# Amphimedon cellulosa
Amphimedon cellulosa är en svampdjursart som först beskrevs av Addison Emery Verrill 1907.  Amphimedon cellulosa ingår i släktet Amphimedon och familjen Niphatidae.
Artens utbredningsområde är Bermuda. Inga underarter finns listade i Catalogue of Life.